# 森島司
森島司（1997年4月25日—），日本足球運動員，日本國家足球隊成員，司職中場，現效力日職球隊名古屋鯨魚。

## 俱樂部生涯
森岛司2013年是高中一年级学生，2014年将升入高中二年级，虽然是高中一年级的新生，但已经在高中足球名校的四日市中央工业高中成为了主力。他也入选了之前的日本高中选拔队的21人大名单，并帮助球队历史上首次战胜了日职联赛U-18选拔队。在2016年从高中毕业之后就加盟广岛三箭，他在这里开启了职业生涯。
森岛司代表广岛三箭的首秀是在2016年5月4日球队在主场对阵FC首尔的亞冠小组赛，并踢满全场。
2017年4月26日，广岛三箭对阵神户胜利船的日本联赛盃比赛中踢满全场之后，森岛司在日职比赛中的上场时间达到了450分钟，从而获得了与球隊签订日职联赛A型合同的资格。

## 國家隊生涯
日本队中场森岛司在对阵中国的比赛中完成了自己的日本国家队首秀。

## 外部連結
- 日本職業足球聯賽中的森島司 （日語）
- Profile at Sanfrecce Hiroshima （页面存档备份，存于）